# Raheem Sterling
Raheem Shaquille Sterling, född den 8 december 1994 i Kingston, Jamaica, är en engelsk fotbollsspelare som spelar för Premier League-klubben Arsenal (på lån från Chelsea) och det engelska landslaget.

## Uppväxt
Sterling föddes i Maverley-distriktet i Kingston, Jamaica och tillbringade sina första år i livet där. Hans mor, Nadine Clarke, var tidigare tävlingsidrottare i det jamaicanska friidrottslaget; Sterling liknar henne i deras unika löpstil. Hans far mördades på Jamaica när Sterling endast var två år gammal. Vid fem års ålder emigrerade han till Neasden, London, med sin ensamstående mor och gick på Copland School i Wembley, nordvästra London. På grund av beteendeproblem tillbringade Sterling tre år på Vernon House, en specialskola i Neasden.

## Klubblagskarriär

### Tidig karriär
Sterling tillbringade fyra år med det lokala ungdomslaget Alpha & Omega innan han började i Queens Park Rangers ungdomsakademi när han var 10 år. När han var 14 år fanns han med på förstasidan av den jamaicanska nyhetstidningen The Gleaner där han hyllades för sin utveckling och hur han hade ”bländat den engelska fotbollsvärlden med sin enorma talang”. 
Detta ledde sedan till att han började scoutas av engelska toppklubbar som Arsenal, Chelsea, Fulham, Liverpool och Manchester City. Han uppmuntrades av sin mamma att välja ett lag utanför London så att han skulle komma undan den organiserade brottligheten i staden.

### Liverpool
I februari 2010 skrev Sterling på för Liverpool. Övergångssumman började med en startavgift på 600 000 pund, som sedan kunde stiga till 5 miljoner pund beroende på hur många matcher han skulle spela i förstalaget. Han gjorde sin debut för förstalaget under en försäsongsmatch mot Borussia Mönchengladbach i Tyskland den 1 augusti 2010.

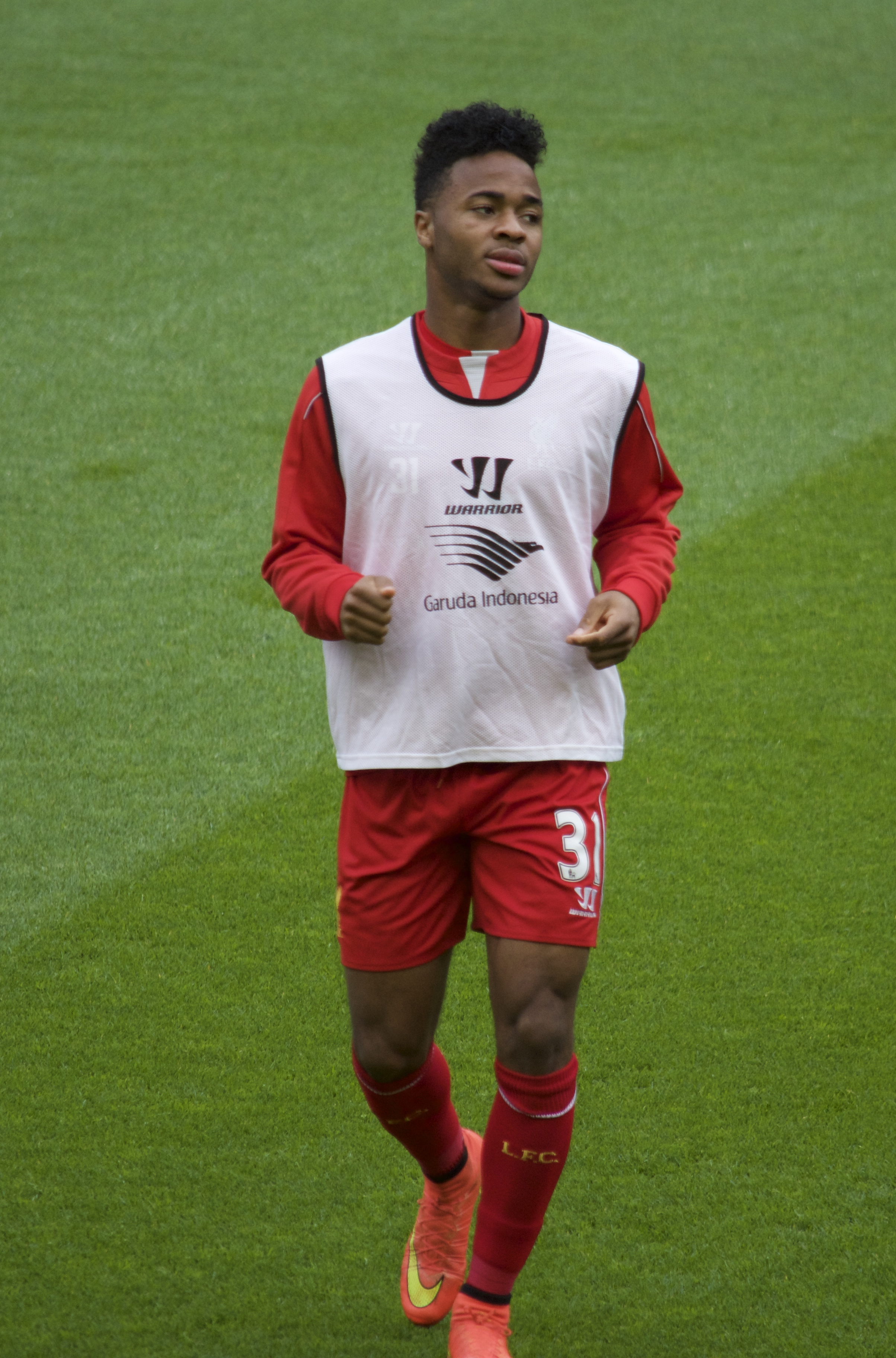
Raheem Sterling i Liverpool 2014

Sterling gjorde sitt första mål för Liverpools ungdomslag i en träningsmatch mot Hibernian där resultatet blev 2–2, han hoppade in och gjorde ett sent kvitteringsmål. Efter alla träningsmatcher spelade han sedan sin första match i Premier Academy League när det blev 2–2 mot Aston Villa. Hans första ligavinst var på hemmaplan mot Bristol City där Liverpool vann med 3–0 den 28 augusti 2010. Den 15 december gjorde Sterling sitt första mål i FA Youth Cup i Liverpools ungdomslag, då man besegrade Notts County med 4–0, Sterling stod för det tredje målet i matchen. Den 14 februari 2011 gjorde Sterling fem mål för Liverpools ungdomslag då man vann med 9–0 mot Southend United i FA Youth Cup.
Den 24 mars 2012 gjorde Sterling sin seniordebut i Liverpool som inhoppare mot Wigan Athletic, med åldern 17 år och 107 dagar blev han då den näst yngsta spelaren någonsin som representerat klubben.  Den 1 maj gjorde han sin andra match ännu en gång som inhoppare mot Fulham. På den sista hemmamatchen under säsongen gjorde han ett nytt inhopp under en match mot Chelsea, matchen slutade med vinst 4–1.
I augusti 2012 gjorde han debut i Europeiska cupen för klubben när han hoppade in i den 23:e matchminuten i en kvalmatch i Uefa Europa League mot Gomel, där han ersatte Joe Cole i en 1–0-vinst. Den följande veckan gjorde Sterling sitt första mål på seniornivå i en träningsmatch mot Bayer Leverkusen. Den 23 augusti 2012 startade han sin första match för Liverpool i en kvalmatch inför Europa League på bortaplan mot Hearts i en 1–0-vinst. Han fick sedan starta sin första match i ligan tre dagar senare när man spelade 2–2 på Anfield mot Manchester City. Han spelade hela 90 minuter i förlusten mot Arsenal den 2 september och i matchen mot Sunderland den 15 september där man spelade lika och där han gjorde en assist och blev Man of The Match. Den 19 september var Sterling en av de ungdomar som reste till Schweiz för att spela mot Young Boys i en gruppspelsmatch i Europa League. Han ersatte Stewart Downing i andra halvlek när Liverpool vann med 5–3. Den 20 oktober gjorde Sterling sitt första tävlingsmål på seniornivå för Liverpool i den 29:e minuten när de vann med 1–0 mot Reading. Det resulterade i att han blev den näst yngsta spelaren som någonsin gjort mål i en tävlingsmatch för Liverpool, efter Michael Owen.
Den 21 december 2012 skrev Sterling på ett nytt långtidskontrakt med Liverpool. Han gjorde sedan sitt andra ligamål för klubben den 2 januari 2013, när han öppnade målskyttet i en 3–0-vinst mot Sunderland då han lobbade in bollen över Simon Mignolet.
Den 27 augusti 2013 gjorde Sterling även öppningsmålet mot Notts County i Capital One Cup.
Senare under säsongen 2013/2014 slog sig Sterling in på allvar i Liverpools startelva, där han under våren 2014 var en av ligans bästa spelare. Sterling belönades sedan med en plats i den engelska VM-truppen. Ett misslyckat VM för England men en av få ljusglimtar var just Sterling.

### Manchester City
Den 14 juli 2015 köpte Manchester City Sterling för omkring 49 miljoner pund. Sterling hade tackat nej till en kontraktsförlängning från Liverpool värd 100 000 pund i veckan, som skulle sträcka sig över fem år.
Han gjorde sin debut för Manchester City den 10 augusti 2015, i en bortamatch mot West Bromwich Albion som slutade i en 3–0-vinst. Han gjorde sin hemmadebut när man slog Chelsea den 16 augusti 2015 med 3–0. Hans första mål för klubben kom mot Watford den 29 augusti 2015 i en match som slutade 2–0 till Manchester City. Sterling vann sin första titel med klubben efter att man vunnit den Engelska Ligacupen på straffar mot Liverpool, då finalen slutat 1–1. Säsongen 2015/2016 slutade dock i besvikelse då Manchester City slutade på fjärde plats i ligan. Hans första säsong med klubben noterades han för totalt 11 mål på 47 matcher.

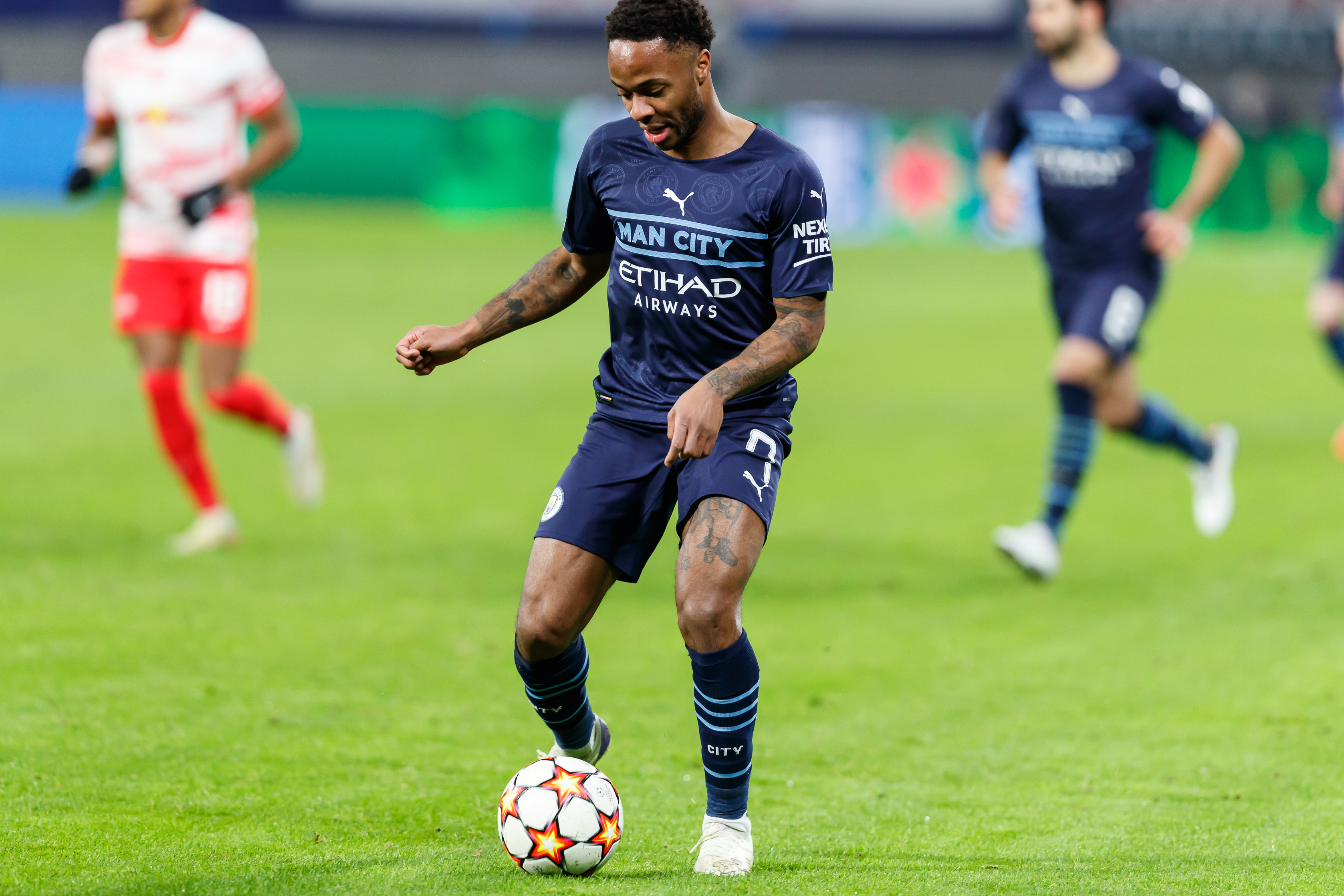
Raheem Sterling i Manchester City, 2021

Säsongen 2016/2017 blev Sterlings andra med Manchester City. Han hade en bra start, och hans två mål och en assist på tre matcher ledde till att han vann månadens spelare i Premier League för augusti 2016. Säsongen 2016/2017 tog även den meriterade tränaren Pep Guardiola över rollen som huvudtränare för klubben, vilket ledde till många förbättringar i Sterlings generella spel. Manchester City slutade på tredje plats i ligan. Sterling gjorde totalt 10 mål på 47 matcher.

Säsongen 2017/18 blev ett lyft i Sterlings karriär. Han gjorde totalt 23 mål på 46 matcher, varav 18 mål kom i ligaspel. Sterling vann både Premier League och Engelska Ligacupen under säsongen, samtidigt som han spelade sin bästa fotboll.
| ”               | Raheem Sterling's performances have shocked me. I never thought he'd become the finished article. | „ |
| – Phil Thompson |                                                                                                   |   |

Den 12 februari 2022 gjorde Sterling ett hattrick när Norwich City besegrades på Carrow Road med 4–0 i ligan.

### Chelsea
Den 13 juli 2022 värvades Sterling av Chelsea på ett femårskontrakt.

## Landslagskarriär

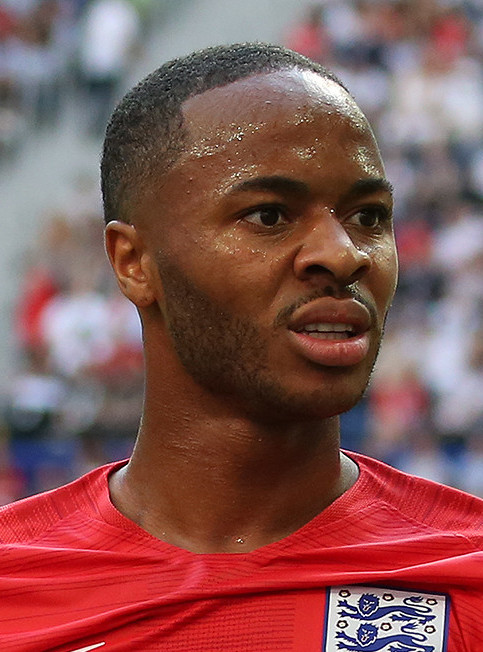
Raheem Sterling i Englands landslag 2018

Sterling har representerat England vid U-16, U-17, U-19 och U-21 nivå. Han är även berättigad att spela för Jamaica, landet som han är född i, och hans mor Nadine har sagt att hon gärna vill se honom spela i det Jamaicanska landslaget. När man pratar om möjligheten att spela för Jamaica, så sade Sterling: ”när det kommer till den tiden är det då jag ska välja, men om Jamaica ringer efter mig så varför inte?”
Sterling blev vald att spela för England under U17-VM 2011. Han gjorde mål på ett långskott i Englands öppningsmatch när de mötte Rwanda och vann med 2–0 i Pachuca. Han gjorde även ett mål mot Argentina i den andra omgången där England vann med 4–2 efter straffar.
Den 10 september 2012 blev Sterling uppkallad till det Engelska herrlandslaget för första gången, vid en VM-kvalmatch mot Ukraina, där han satt på bänken hela matchen. I början av oktober samma år blev han även för första gången kallad till U-21-laget där han gjorde sin debut som inhoppare mot Serbien. Han gjorde sin senior debut för England den 14 november 2012 där han startade en träningsmatch mot Sverige.
Han gjorde sitt första mål för Englands U-21-lag den 13 augusti 2013 när England vann med 6-0 mot Skottland.
Den 12 maj 2014 blev Sterling uttagen i Englands trupp till fotbolls-VM 2014 av förbundskaptenen Roy Hodgson.

## Privatliv
Sterling växte upp i Maverley-området i Kingston och uppfostrades av sin mormor. Vid fem års ålder lämnade han Jamaica och flyttade till London, England med sin mor. När han kom till England började han på Copland High School i Wembley i nordvästra London. Han gick sedan på Rainhill High School i Rainhill, Merseyside.
Sterling har en dotter, som är född 2012 efter ett kortvarigt förhållande.
Den 8 augusti 2013 arresterades Raheem Sterling för påstådda angrepp på sin dåvarande flickvän. Han bedyrade, att han inte var skyldig, och han skulle senare vara vid Liverpools domstol den 20 september 2013.
Sterling hade tidigare varit anklagad för ett angrepp mot en annan kvinna, som fick bestående ansiktsskador, men fallet stoppades eftersom ett vittne inte kom till rättegången. Sterlings advokatarvode betalades av skattepengar då han hade rätt till rättshjälp, trots att han tjänade en rapporterad summa av £30.000 per vecka.

## Sponsoravtal
2012 skrev Sterling på ett sponsorsavtal med det amerikanska sportföretaget Nike. Han medverkade i en reklam för den nya Nike Green Speed II med andra spelare som Mario Götze, Theo Walcott, Eden Hazard, Christian Eriksen och Stephan El Shaarawy under november 2012.

## Utmärkelser
Nominerad till European Golden Boy: 2012,
Vinnare av European Golden Boy: 2014